# VdB 27
vdB 27 est une nébuleuse par réflexion visible dans la constellation du Taureau.
Elle est située à environ 2 ° NNE de l'étoile φ Tauri, qui, étant de magnitude 4,9, est clairement visible à l'œil nu sous un ciel non pollué. Elle apparaît au bord d'une nébuleuse obscure cataloguée B214 et est illuminée par le rayonnement de l'étoile variable RY Tauri, une étoile T Tauri avec une vitesse de rotation très élevée. La nébuleuse semble être d’une couleur nettement bleutée.
L'étoile RY Tauri a une luminosité variable, ce qui affecte la nébuleuse, la rendant également variable. Les observations réalisées sur la bande Hα montrent que l'étoile génère un jet orienté perpendiculairement au disque d'accrétion que possède l'étoile. Les observations enregistrées sur une très longue échelle de temps montrent que l’étoile change de couleur apparente, devenant bleuâtre lorsque sa luminosité augmente et rougeâtre lorsqu’elle diminue. De plus, l'ampleur de sa polarisation indique que l'étoile est partiellement obscurcie par la nébuleuse environnante.